# غريغ وود
غريغ وود (2 ديسمبر 1988 في المملكة المتحدة - ) (بالإنجليزية: Greg Wood)‏ هو لاعب كريكت بريطاني. لعب مع نادي مقاطعة يوركشاير للكريكت ‏.

## وصلات خارجية
- غريغ وود على موقع إي آس بي آن كريك إنفو (الإنجليزية)